# 머르철리

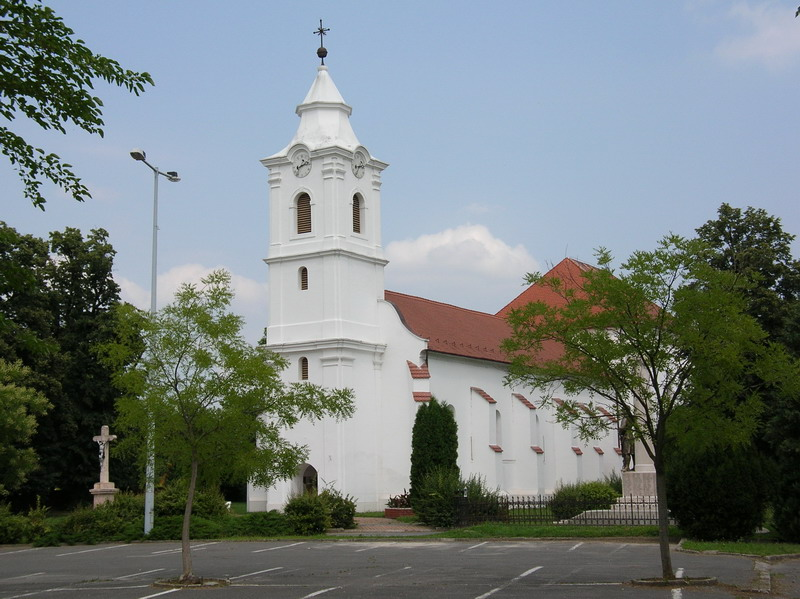
머르철리 로마 가톨릭 교회당

머르철리(헝가리어: Marcali, 독일어: Martzal)는 헝가리 쇼모지주에 위치한 도시로 면적은 101.5km2, 인구는 11,216명(2017년 기준)이다. 벌러톤호에서 남쪽으로 14km 정도 떨어진 곳에 위치하며 머르철리구의 구청 소재지이기도 하다. 쇼모지주에 위치한 벌러톤보글라르 포도주 산지를 형성하는 도시 가운데 한 곳이다.

시기
시 문장